# جورجيا بيكر
جورجيا بيكر (بالإنجليزية: Georgia Baker) هي دراجة أسترالية، ولدت في 21 سبتمبر 1994 في لاونسستون في أستراليا.

## وصلات خارجية
- جورجيا بيكر على موقع الاتحاد الدولي للدراجات (الإنجليزية)
- جورجيا بيكر على موقع أرشيف الدراجات (الإنجليزية)
- جورجيا بيكر على موقع إحصائيات الدراجات الإحترافية (الإنجليزية)
- جورجيا بيكر على موقع CycleBase (الإنجليزية)
- جورجيا بيكر على موقع اللجنة الأولمبية الدولية (الإنجليزية)
- جورجيا بيكر على موقع أوليمبيديا (الإنجليزية)
- جورجيا بيكر على موقع اللجنة الأولمبية الأسترالية (الإنجليزية)